# 小行星8788
小行星8788（8788 Labeyrie）是一颗围绕太阳公转的小行星。1978年11月1日，富田弘一郎在科索尔发现了此天体。
这颗小行星的绝对星等为220.4815526701448等。